# Almourol
Almourol (portugalsky Castelo de Almourol) je středověký hrad na ostrůvku Almourol na řece Tajo v občině Praia do Ribatejo, čtyři kilometry od správního střediska Vila Nova da Barquinha v portugalském regionu Oeste e Vale do Tejo. Hrad byl součástí obranné linie ovládané templáři a pevností využívanou během portugalské reconquisty.

## Historie

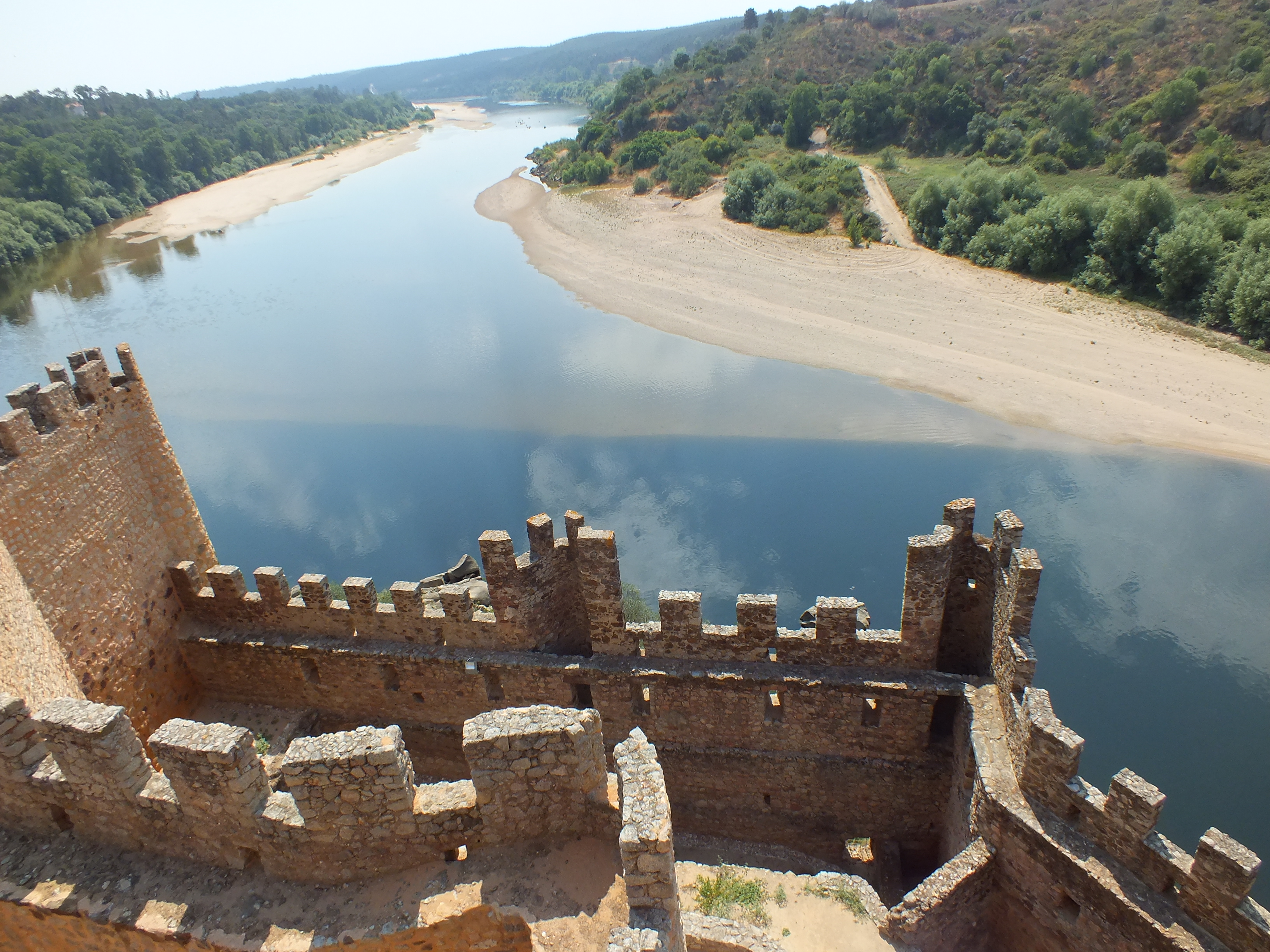
Pohled z hradu na řeku Tajo

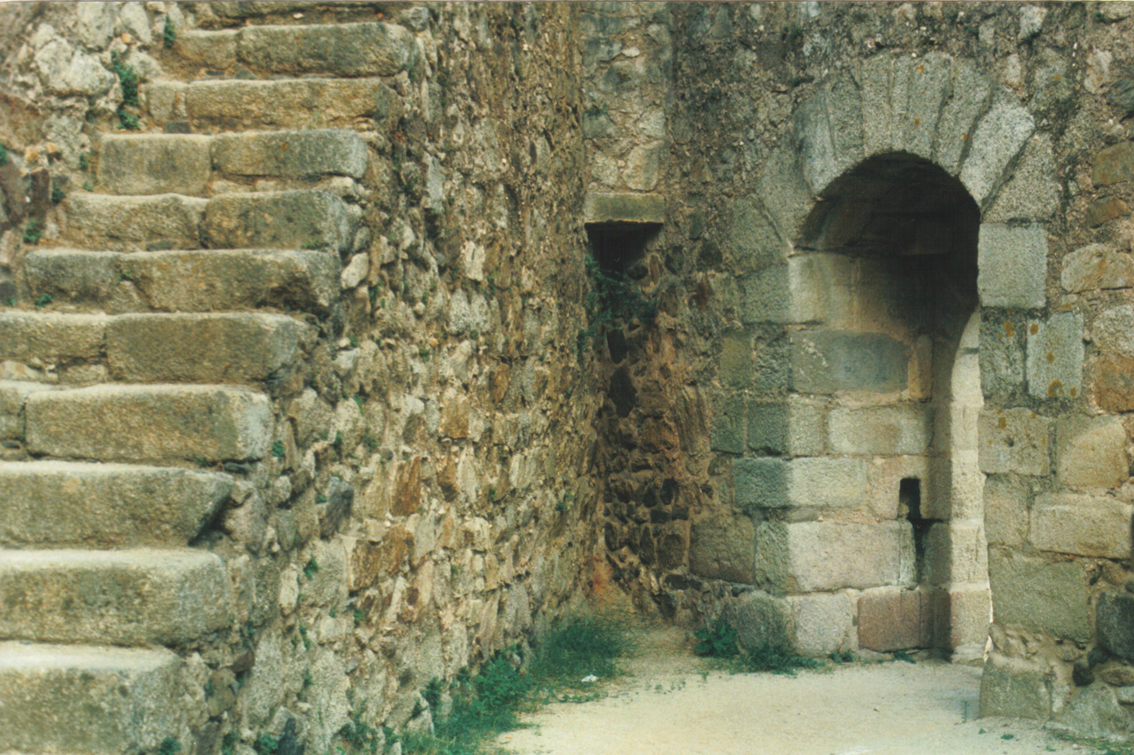
Hlavní brána zevnitř a schodiště vedoucí k ochozům

Předpokládá se, že hrad byl postaven na místě původního lusitánského castra, později v 1. století př. n. l. dobytého Římany. Byl postupně přestavován různými dobyvateli včetně Alanů, Vizigótů a Arabů, není však jasné, kdy vznikla současná podoba hradu. Při vykopávkách uvnitř i vně hradu byly objeveny různé pozůstatky římského osídlení včetně mincí, milníků a římských základů, zatímco v okolí hradu byly nalezeny také středověké pozůstatky jako medailony a dva mramorové sloupy.
Hrad Almourol je jednou z nejvýznamnějších vojenských památek reconquisty a jedním z nejlepších příkladů vlivu templářů v Portugalsku. Když byl v roce 1129 dobyt silami věrnými portugalské šlechtě, byl znám jako Almorolan a byl svěřen do péče Gualdima Paise, mistra templářského řádu v Portugalsku, který ho pak přebudoval.
Poté, co ztratil strategický význam, byl hrad opuštěn a zpustl. V 19. století byl objeven romantiky. Obnovený zájem turistů nakonec vedl k rekonstrukcím ve čtyřicátých a padesátých letech 20. století a prohlášení hradu za oficiální rezidenci Portugalské republiky. V tomto období proběhlo mnoho rekonstrukcí, které změnily fyzický vzhled stavby, včetně přidání cimbuří a ochozů. První stavební zásahy provedlo v roce 1939 Generální ředitelství pro budovy a národní památky, které postavilo nové ochozy ze zdiva a železobetonu, rozebralo a znovu postavilo roh hlavní věže, opravilo a zpevnilo cimbuří a zrekonstruovalo interiér. Kolem roku 1940-1950 byly prostory hradu upraveny pro využití jako oficiální rezidence Portugalské republiky, kdy byl pořízen mobiliář a zavedena elektřina. Další opravy byly prováděny později ve dvacátém století.

## Architektura
Hrad se tyčí na žulovém výchozu vysokém osmnáct metrů, dlouhém přibližně 310 metrů a širokém 75 metrů uprostřed řeky Tajo, několik metrů pod jejím soutokem s řekou Zêzere před městem Tancos.
Má nepravidelný obdélníkový půdorys sestávající ze dvou částí: vnější nižší část míří proti proudu, má postranní bránu a hradby zpevněné devíti vysokými okrouhlými věžemi; vnitřní část, položená výše, má zdi přístupné hlavní bránou k hlavní věži (donjonu). Hlavní věž je třípatrová a zachovaly se v ní původní podpěry. Ostatní strážní věže jsou rozmístěny nepravidelně podle terénu.
Donjon na tomto hradě je jedním z nejstarších vůbec, vznikl ve 12. století podle obranné věže hradu Tomar, hlavní pevnosti templářů v Portugalsku. Podobně i strážní věže byly inovacemi, které templáři přinesli na západ Pyrenejského poloostrova a použili v Almourolu.
Interiér je rozdělen několika zděnými průchody, které spojují různé části hradu. Dva kamenné nápisy připomínají historii hradu a jeho přestavbu Gualdimem Paisem (nad hlavní bránou) a také jeho křesťanskou historii (kříž vytesaný nad oknem donjonu).